# Altromercato
Altromercato Impresa Sociale Soc. Coop è una società cooperativa italiana a fini consortili operante nell'ambito del commercio equo e solidale.
Fondata nel 1988 come cooperativa CTM Altromercato da Rudi Dalvai, che in seguito ricoprì anche l'incarico di presidente della World Fair Trade Organization (WFTO), Antonio Vaccaro e Heini Grandi con una connotazione senza fini di lucro, ha negli anni successivi ricoperto una sempre maggiore influenza nel Fair Trade internazionale fino a giungere la prima centrale di importazione del commercio equo e solidale in Italia, e la seconda nel mondo, per dimensioni e fatturato.
Altromercato, che ha sede legale a Bolzano e centrale operativa a Verona, dal 2019 ha assunto la forma giuridica di Impresa Sociale, gestisce rapporti con oltre 140 organizzazioni di produttori in 40 paesi, nel Sud e nel Nord del mondo, i cui prodotti vengono immessi sul mercato tramite una rete di oltre 200 punti vendita sparsi su tutto il territorio nazionale.
Altromercato è parte di una rete internazionale che promuove incontro e confronto sui temi del commercio equo e dell'economia sostenibile. Parte del mondo Altromercato è Ctm Agrofair, società specializzata in frutta fresca da commercio equo solidale.

## Storia

### Le origini
Altromercato nasce nel finire degli anni ottanta del XX secolo dall'intuizione di tre giovani studenti dell'Università di Innsbruck, Rudi Dalvai, Heini Grandi e Antonio Vaccaro, che rimasti affascinati dalla disponibilità di prodotti che in Austria, arrivavano direttamente dai produttori bypassando le usuali politiche di mercato decisero di aprire delle botteghe per poter diffondere anche in quella zona d'Italia la cultura del commercio equo e solidale. Dopo aver istituito la loro prima società nel 1986, ritennero necessario espandere la rete di cooperazione anche ad altre simili realtà che già operavano nel territorio italiano per promuovere prodotti provenienti da paesi dell'emisfero meridionale del mondo, con il risultato di istituire il 21 dicembre 1988, dopo circa due anni di lavoro, la cooperativa Ctm (Cooperazione Terzo Mondo) riunendo nove soci fondatori, fornendo i prodotti inizialmente a sei botteghe.
Di quegli anni la loro decisione di sostenere il progetto di Unión de Comunidades Indígenas de la Región del Istmo R.I. (UCIRI), un'organizzazione di contadini che produceva caffè biologico nelle zone montagnose del Messico, organizzazione che vede tra i suoi fondatori, nel 1981, il missionario olandese e antesignano del commercio equo e solidale Frans van der Hoff. Già allora i contadini avevano deciso di organizzarsi per contrapporsi ai “coyotes” (intermediari) che con la violenza e la speculazione obbligavano a vendere loro il caffè a prezzi troppo bassi per poter avere una vita dignitosa.
Sempre del 1988 è l'iscrizione a socio di Ctm a European Fair Trade Association (EFTA), mentre l'anno successivo fonda a Padova Ctm-Mag, ora Etimos, cooperativa di autogestione del risparmio per sostenere, nel territorio italiano, lo sviluppo del commercio equo e dell'economia sociale, ed è inoltre co-fondatore di International Federation of Alternative Traders (IFAT).
Nel decennio successivo la cooperativa continua ad espandersi arrivando a includere 50 soci e, nel 1997, la distribuzione dei prodotti si apre a nuovi canali tra i quali la Grande Distribuzione, negozi di prodotti biologici e alimentari. Il 28 giugno 1998 Ctm da cooperativa si trasforma in Consorzio di Botteghe del Mondo garantendo maggiore partecipazione alle Botteghe, una crescita dei servizi per lo sviluppo qualitativo dei soci.
Tra la fine degli anni novanta e inizio degli anni duemila il Consorzio vive un periodo di massiccio sviluppo, sia nel fatturato che nel numero dei soci, arrivati alla cifra di 150 membri, così come aumentano le collaborazioni con i produttori, giungendo alle 150 organizzazioni collegate. L'incremento delle attività favorisce negli anni successivi collaborazioni tra organizzazioni e aziende che operano nello stesso settore, fondando nel 2004 Ctm Agrofair, una joint-venture tra il Consorzio Altromercato e l'olandese Agrofair Europe, quest'ultima fondata nel 1996 da Nico Roozen e prima Fairtrade fruit company in Europa, che si occupa del comparto della frutta fresca.

### Dal 2010 ad oggi
Negli anni successivi viene compiuto un ulteriore passo di valorizzazione del settore, istituendo nel 2010 Solidale Italiano Altromercato, un progetto, poi diventato una linea di prodotti, con l'obiettivo di valorizzare i prodotti realizzati in Italia da produttori, cooperative sociali, organizzazioni e consorzi attivi in aree problematiche, nel rispetto dei valori e dei principi del Commercio Equo e Solidale.
L'anno successivo il consorzio diventa a tutti gli effetti una realtà di valore internazionale, con la paraguayana Manduvirà Ltd. che nel 2011 è il primo produttore del Commercio Equo e Solidale a diventare Socio del Consorzio e, sempre nello stesso anno, Rudi Dalvai, uno dei fondatori del Consorzio Altromercato è stato eletto Presidente di WFTO.
Nel 2013 nasce la prima edizione dell'Osservatorio Altromercato del Vivere Responsabile, progetto che si prefigge di analizzare grazie a indagini mirate su un rappresentativo campione di consumatori, in collaborazione con personalità del mondo accademico e della società civile, giornalisti, e professionisti d'impresa, delle dinamiche che ruotano attorno al mondo del mercato equo solidale in Italia, iniziativa replicata anche nel 2014.
Nel 2015, in concomitanza con la manifestazione Expo 2015, Altromercato è tra i protagonisti alla settimana mondiale del Commercio Equo e Solidale a Milano, portando il suo Oltrexpo nell'ambito della Milano Fair City.
Nel 2017 prende vita la prima edizione di Altromercato Campus, presso l'Università degli Studi di Verona, arrivato nel 2019 alla sua terza edizione, manifestazione che ha tra i suoi temi il rischio che il cambiamento mondiale del clima possa influire negativamente sulle coltivazioni dei singoli produttori associati. Nell'edizione 2018 l'evento principale della manifestazione è stato moderato dal giornalista e conduttore televisivo Riccardo Iacona, mentre in quella del 2019 quel ruolo viene svolto dal conduttore radiofonico Filippo Solibello
Nel frattempo, nel 2018, Altromercato celebra i suoi primi 30 anni di attività e l'anno successivo ha assunto la forma giuridica di Impresa Sociale.
Nel giugno 2020 muta l'assetto societario di Altromercato, con Alessandro Franceschini che viene eletto nuovo presidente del consorzio, mentre Cristiano Calvi, che aveva ricoperto quella carica dal 2016, assume la carica di amministratore delegato.

## Attività

### Commercio equo e solidale
La caratteristica principale di Altromercato è l'obiettivo di fondare la propria attività esclusivamente su processi di economia solidale e consumo responsabile. I prodotti provengono principalmente da America Latina, Asia e Africa, dove Altromercato mantiene rapporti commerciali diretti con oltre 140 organizzazioni che aggregano di contadini e artigiani. Altromercato è impegnata anche nel sostegno di produttori svantaggiati del nord del mondo mediante la commercializzazione di prodotti con il marchio "Solidale Italiano Altromercato" in accordo ai criteri previsti dalle organizzazioni di commercio equo e solidale e definiti da WFTO (World Fair Trade Organization) e Equo Garantito, (fino al 2015 AGICES - Assemblea Generale Italiana del Commercio Equo e Solidale). I prodotti Altromercato vengono distribuiti attraverso la rete delle Botteghe Altromercato e presso diverse catene di supermercati, negozi di alimentazione naturale, circoli, bar e mense scolastiche.

### Finanza solidale e cooperazione per l'autosviluppo
Parallelamente all'attività commerciale in senso stretto, Altromercato si occupa in una serie di attività correlate, anche di turismo responsabile presso i produttori Altromercato, inclusa la partecipazione a progetti di cooperazione internazionale, attività di microcredito, campagne di informazione e denuncia sui problemi delle realtà dei paesi del terzo mondo, partecipazione a iniziative nazionali e internazionali (forum sociali, congressi del Organizzazione mondiale del commercio (WTO) e così via.

## Le reti nazionali e internazionali del Commercio Equo e Solidale
Altromercato fa parte di reti nazionali e internazionali di Commercio Equo e Solidale.
È associato a:
- EQUO GARANTITO (Assemblea Generale Italiana del Commercio Equo e Solidale – fino al 2015 AGICES). Associazione di categoria delle organizzazioni di Commercio Equo e Solidale italiane, che offre alle proprie organizzazioni un Sistema di Garanzia certificato per garantire il rispetto dei valori del Commercio Equo e Solidale.
- World Fair Trade Organization (WFTO) È l'autorità internazionale nell'ambito del Commercio Equo e Solidale ed è nata con lo scopo di tutelare e diffondere i criteri e le pratiche del Commercio Equo e Solidale e di verificarne l'applicazione da parte dei propri Soci. Per essere membri di questa organizzazione è necessario assumere un impegno al 100% nel campo del Commercio Equo e Solidale. Tra i suoi compiti, il monitoraggio del rispetto dei 10 principi WFTO da parte dei suoi membri.
- European Fair Trade Association (EFTA)[9] Associazione costituita da 11 importatori europei di Commercio Equo e Solidale di 9 paesi (Austria, Belgio, Francia, Germania, Italia, Olanda, Spagna, Svizzera, Regno Unito). Svolge attività di supporto ai suoi membri, identifica e sviluppa delle connessioni fra progetti diversi e organizza seminari formativi. Tra i suoi obiettivi anche quello di sensibilizzare le istituzioni europee sulle economie sostenibili.